# Elathous
Elathous is een geslacht van kevers uit de familie  
kniptorren (Elateridae).
Het geslacht is voor het eerst wetenschappelijk beschreven in 1890 door Reitter.

## Soorten
Het geslacht omvat de volgende soorten:
- Elathous bicolor (LeConte, 1853)
- Elathous brevicornis Fall, 1934
- Elathous brucki (Candèze, 1878)
- Elathous brunnellus Fall, 1934
- Elathous brunneus (Lewis, 1894)
- Elathous buyssoni Reitter, 1890
- Elathous californicus Van Dyke, 1932
- Elathous candezei Reitter, 1890
- Elathous chiarae Guglielmi & Platia, 1985
- Elathous crovatoi Platia & Schimmel, 1993
- Elathous cyprius (Baudi di Selve, 1871)
- Elathous depresus Platia & Schimmel, 1991
- Elathous discalceatus (Say, 1834)
- Elathous ekaterinae Preiss, 2003
- Elathous emgei (Schwarz, 1893)
- Elathous impressifrons (Hampe, 1866)
- Elathous lizleri Mertlik, 2005
- Elathous lizlerwerneri Mertlik & Dusanek, 2006
- Elathous mertliki Platia & Schimmel, 1992
- Elathous nebulosus (Van Dyke, 1932)
- Elathous niger Schwarz, 1897
- Elathous nigricans Platia & Schimmel, 1991
- Elathous pavesii Platia & Schimmel, 1992
- Elathous perrisii (Desbrochers des Loges, 1873)
- Elathous platiai Zapata de la Vega, Jos Luis, 2007
- Elathous rufobasalis Wurst, 1994
- Elathous rufus (Candèze, 1860)
- Elathous schwarzi Reitter, 1898
- Elathous smyrnensis Schwarz, 1903
- Elathous syriacus Schwarz, 1903
- Elathous turcicus Platia & Gudenzi, 2005
- Elathous vasquezi (Cobos, 1969)
- Elathous yamamotoi Ôhira, 1995